# Mission interministérielle de l'effet de serre
Pour l’article homonyme, voir Mies.
La Mission interministérielle de l'effet de serre (MIES) est un organisme interministériel français créé en 1992 pour coordonner les politiques nationales de lutte contre l'effet de serre et la position française dans les négociations internationales, notamment au sein de la convention-cadre des Nations unies sur les changements climatiques. Elle est absorbée en 2008 par la direction générale de l'Énergie et du Climat et la direction des affaires européennes et internationales, alors nouvellement créées au sein du MEEDDAT.

## Histoire
La MIES est créée par le décret du 16 juin 1992, lequel est modifié par les décrets du 6 juin 1995, du 4 avril 1996, du 5 juin 1998 et du 21 février 2003 (portant création du Comité interministériel pour le développement durable), avant d'être abrogé par celui du 9 juillet 2008.
Les présidents de la MIES sont successivement :
- 1992–1995 : Yves Martin, ingénieur général des mines[α]
- 1995–1998 : Pierre Chemillier (d), ingénieur général des ponts et chaussées[β]
- 1998–2002 : Michel Mousel, contrôleur d'État[γ]
- 2002–2004 : Dominique Dron, ingénieur en chef des mines[δ],[ε]
- 2005–2008 : Jean-Claude Gazeau, ingénieur général des ponts et chaussées[ζ]

La MIES est la première structure gouvernementale relative au changement climatique et à la réduction des émissions de gaz à effet de serre. Elle sert d'interface avec l'Union européenne et les Nations unies.

## Moyens
À sa création et jusqu'en 1995, la MIES compte trois collaborateurs en plus de son président ; par la suite, elle emploiera jusqu'à une dizaine de personnes dans les années 2000.